# Powiat Teshio
Powiat Teshio (jap. 天塩郡 Teshio-gun) – powiat w Japonii, w prefekturze Hokkaido, podzielony pomiędzy podprefektury Rumoi i Sōya. W 2024 roku liczył 11 013 mieszkańców.

## Miejscowości

### Podprefektura Rumoi
- Enbetsu
- Teshio

### Podprefektura Sōya
- Horonobe
- Toyotomi